# Hans Stein (Maler)

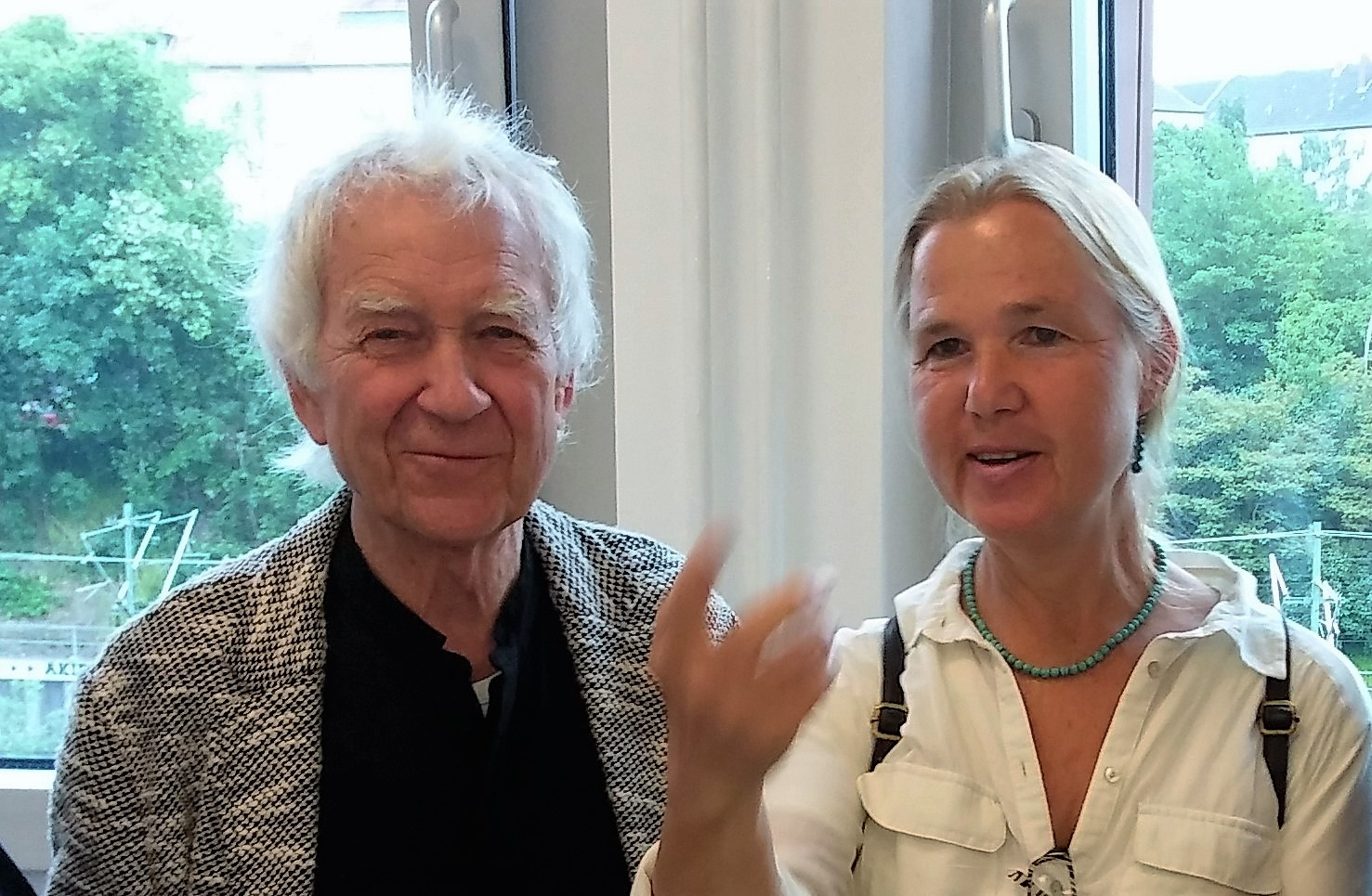
Hans Stein und Anneli Schwager, 2016

Hans Stein (* 17. November 1935 in Dessau) ist ein deutscher Maler und Grafiker. Mit seinen zahlreichen Arbeiten zum Thema Berlin wird er oft als künstlerischer Chronist dieser Stadt bezeichnet.

## Leben
Hans Stein wuchs in Dessau auf und erhielt hier von P.E.M. Albrecht und von Walter Dötsch in Wolfen Malunterricht. 1957 begann er ein Studium an der Hochschule der Künste Berlin, wo zu seinen Lehrern Hans Jaenisch, Peter Janssen und Albert Klatt gehörten. Das Studium beendete er als Meisterschüler bei Ernst Schumacher.
Hans Stein lebt und arbeitet freiberuflich in Berlin. Seit 1987 lebt er mit der Malerin Anneli Schwager zusammen und hat mit ihr eine Ateliergemeinschaft. Von 1989 bis 2000 war er Lehrbeauftragter an der Hochschule der Künste Berlin, er gibt in Malklassen Privatunterricht. Er ist Mitglied im Bundesverband Bildender Künstlerinnen und Künstler, dem Verein Berliner Künstler und im Künstlersonderbund.

## Zitat
„Die Großstadt Berlin mit den typischen Phänomenen: mit Hektik, Baubetrieb, Straßenverkehr, Mietskasernen, Wolkenkratzern und Kongreßzentrum, mit Geglitzer und mit Elend, mit Abgründen und 'Ecbatana', mit Einsamkeit hinter hohen Mauern, mit Straßenschluchten, Regenpfützen und dem 'Taubentod an der Straßenecke', wurde für Stein zur Metapher für das Transitorische, für den Lauf der Welt wie er sich heutzutage zeigt.“ (Renate Franke)

## Auszeichnungen
- Stipendiat der Studienstiftung des deutschen Volkes
- 1964: Erster Preis der Karl Hofer Gesellschaft

## Werke (Auswahl)
- 1964: Berliner Stadtlandschaft mit rauchender Lokomotive (Öl auf Leinwand)
- 1974: Berlinlandschaft mit Funkturm (Öl auf Leinwand)
- 1974: Berlinlandschaft mit Fernsehturm (Mauerbild) (Öl auf Leinwand)
- 1980: Altes Trinkerpaar (Kohle auf Packpapier)
- 1985: Baustelle Berlin (Öl auf Leinwand). Das Bild ist im Besitz der Stiftung Stadtmuseum Berlin und wurde 1987 für ein Plakat anlässlich der 750-Jahr-Feier Berlins verwandt.
- 1987/92: Kreuzberg-Denkmal (Öl auf Leinwand)
- 1989: Tote Taube vor Parkplatz (Lithografie)
- 1990: Großes Mauerbild, Berlin (Öl auf Leinwand)
- 1990: Der Besuch I (Lithografie)
- 1995: Baugrube Potsdamer Platz (Öl auf Leinwand)

Quelle:

## Ausstellungen (Auswahl)

### Einzelausstellungen
- 1971 und 1977: Berlin, Haus am Lützowplatz
- 1992: Berlin, Kirche am Hohenzollernplatz (mit Anneli Schwager)
- 1995: Berlin, Retrospektive – Teil 1, Kirche am Hohenzollernplatz
- 1996: Berlin, Retrospektive – Teil 2, Kommunale Galerie
- 1996: Berlin, Willy-Brandt-Haus
- 1999: Dessau, Orangerie am Schloss Georgium
- 2005, 2007 und 2011/2012: Berlin, GEHAG-Forum
- 2016: Zitadelle Spandau

### Ausstellungsbeteiligungen
- 1961: Wolfsburg, Junge Stadt sieht junge Kunst
- 1979: Berlin, Neue Nationalgalerie: Die Entfremdung der Stadt
- 1984: Berlin, Obere Galerie – Haus am Lützowplatz, Kunstamt Tiergarten: Hommage (à Hermann Finsterlin), mit Günter Anlauf, Manfred Bluth, Herbert Falken, Gerson Fehrenbach, Norbert Fritsch, Volkmar Haase, Richard Hamilton, Harald Hoffmann de Vere, Rainer Kriester, Ingo Kühl, Karl Oppermann, Pablo Picasso, Niki de Saint Phalle, Reiner Schwarz, Wolf Vostell, Paul Wunderlich, Hans-Joachim Zeidler u. a.
- 1986: Berlin, Obere Galerie – Haus am Lützowplatz, Kunstamt Tiergarten: Tod und Leben, mit Waldemar Grzimek, Carl Hofer, Käthe Kollwitz, Alfred Kubin, Heinrich Richter-Berlin, Georges Rouault – Carola Dewor, Galli, Franz Gutmann, Manfred Henkel, Lizzie Hosaeus, Claus Korch, Ingo Kühl, Volker März, Sigrun Paulsen, Günter Scharein, Erika Schewski-Rühling, Ludmila Seefried-Matějková, Renée Strecker u. a.
- 1994: Paris, Centre Georges-Pompidou: LA VILLE" art et architecture en Europe 1893-1993
- 2004: Berlin, Ephraim-Palais: Berlin-Oslo